# Epicoccum aponogetonicum
Epicoccum aponogetonicum är en lavart som beskrevs av Pavgi & U.P. Singh 1966. Epicoccum aponogetonicum ingår i släktet Epicoccum och familjen Pleosporaceae.   Inga underarter finns listade i Catalogue of Life.